# بيفاسيزوماب
بيفاسيزوماب هو جسم مضاد وحيد النسيلة تنتجه هوفمان-لا روش وجينيتك تحت اسم تجاري هو أفاستين (Avastin). يعمل من خلال تأثيره في تثبيط عمل هرمون يزيد من نمو الأوعية الدموية في الأورام. يستخدم في عدد من الأورام النقيلة مثل:
1. سرطان القولون[2]
2. سرطان الرئة
3. سرطان الثدي (خارج الولايات المتحدة)[3][4][5][6][7][8]
4. سرطان الكلية[9][10][11]
5. أورام الدماغ مثل:

- - الورم الأرومي الدبقي[12][13][14][15][16]

1. عدد من أمراض العين مثل:[17]

- - التنكس البقعي[18][19][20][21][22][23]
  - اعتلال الشبكية السكري
  - وقد يكون فعالاً في علاج اعتلال الشبكية عند الأطفال الخدج والوذمة البقعية[24]

1. استخدامات أخرى في طور التجارب السريرية:

- - سرطان القولون[25][26][27]
  - سرطان المبيض[28]
  - ورم المعثكلة[29][30][31]
  - الورم الغرني العظمي عن الأطفال[32]